# Amapola Flyg
Amapola Flyg — авиакомпания, базирующаяся в аэропорте Стокгольм-Арланда, Швеция. Осуществляет грузовые перевозки для шведского почтового оператора PostNord Sverige.

## История
Авиакомпания была основана в 2004 году. Ранее обеспечивала только грузовые перевозки, но с 2018 года, стала выполнять и пассажирские рейсы.
В 2018 году Amapola Flyg приобрела 3 самолёта Fokker 50 у обанкротившейся бельгийской авиакомпании VLM Airlines.
В 2019 году произошло слияние с авиакомпанией Direktflyg.

## Флот
На конец 2018 года флот авикомпании состоял из 13 грузовых и 6 пассажирских Fokker 50.

## Галерея
- Самолёт Fokker 50 (SE-LJY) в аэропорту Висбю
- Самолёт Fokker 50 (SE-LJG) в аэропорту Роскилле, Коппенгаген, Дания
- Самолёты Fokker 50 (SE-LIP, SE-LJH) в аэропорту Гётеборг-Ландветтер
- Самолёт Fokker 50 (SE-MFJ) в аэропорту Висбю
- Самолёт Fokker 50 (SE-MFB) в аэропорту Висбю